# Juramento antimodernista

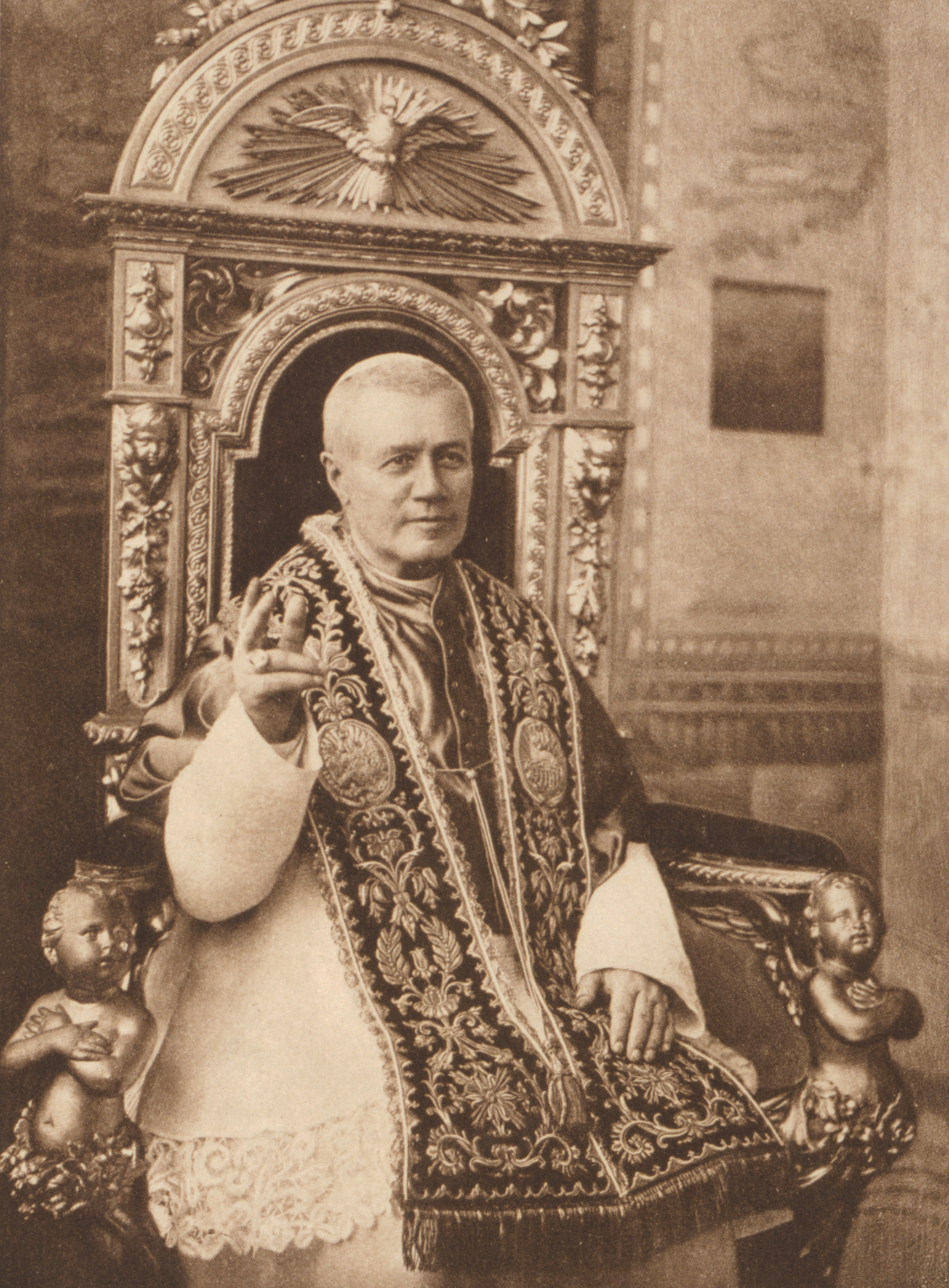
Foto del papa Pío X

El Juramento antimodernista fue requerido desde 1910 hasta 1967 por la Iglesia Católica a "todo el clero, los pastores, confesores, predicadores, superiores religiosos y profesores de filosofía y teología en seminarios". Fue establecida el 1 de septiembre de 1910 por el papa Pío X en su Motu proprio Sacrorum antistitum, con objeto de neutralizar la herejía modernista, y su obligatoriedad fue suprimida el 17 de julio de 1967 por la Congregación para la Doctrina de la Fe con la aprobación del papa Pablo VI.

## Antecedentes
El papa Pío X (1835-1914), canonizado el 3 de septiembre de 1954, había definido previamente el modernismo como una herejía en su encíclica Pascendi Dominici gregis y en el decreto Lamentabili sane exitu, ambas de 1907, donde desenmascara, define y condena esta herejía que se había infiltrado en todos los estratos de la Iglesia (alto y bajo clero). Paradójicamente, hacia 1910 el movimiento modernista se hallaba en retroceso, aunque la excesiva preocupación del pontífice por ciertas actividades clandestinas motivó finalmente el establecimiento de esta exigencia.

## Consecuencias
Alemania fue el único país donde se produjeron grandes protestas por la medida, invocando para ello la libertad científica; los profesores universitarios fueron dispensados allí de prestar el juramento, a petición de los obispos. En toda la Iglesia católica únicamente rehusaron prestar este juramento cuarenta sacerdotes.

## Texto del juramento
Yo N. N. abrazo y recibo firmemente todas y cada una de las verdades que la Iglesia por su magisterio, que no puede errar, ha definido, afirmado y declarado, principalmente los textos de doctrina que van directamente dirigidos contra los errores de estos tiempos.

- En primer lugar, profeso que Dios, principio y fin de todas las cosas puede ser conocido y por tanto también demostrado de una manera cierta por la luz de la razón, por medio de las cosas que han sido hechas, es decir por las obras visibles de la creación, como la causa por su efecto.

- En segundo lugar, admito y reconozco los argumentos externos de la revelación, es decir los hechos divinos, entre los cuales en primer lugar, los milagros y las profecías, como signos muy ciertos del origen divino de la religión cristiana. Y estos mismos argumentos, los tengo por perfectamente proporcionados a la inteligencia de todos los tiempos y de todos los hombres, incluso en el tiempo presente.

- En tercer lugar, creo también con fe firme que la Iglesia, guardiana y maestra de la palabra revelada, ha sido instituida de una manera próxima y directa por Cristo en persona, verdadero e histórico, durante su vida entre nosotros, y creo que esta Iglesia esta edificada sobre Pedro, jefe de la jerarquía y sobre sus sucesores hasta el fin de los tiempos.

- En cuarto lugar, recibo sinceramente la doctrina de la fe que los Padres ortodoxos nos han transmitido de los Apóstoles, siempre con el mismo sentido y la misma interpretación. Por esto rechazo absolutamente la suposición herética de la evolución de los dogmas, según la cual estos dogmas cambiarían de sentido para recibir uno diferente del que les ha dado la Iglesia en un principio. Igualmente, repruebo todo error que consista en sustituir el depósito divino confiado a la esposa de Cristo y a su vigilante custodia, por una ficción filosófica o una creación de la conciencia humana, la cual, formada poco a poco por el esfuerzo de los hombres, sería susceptible en el futuro de un progreso indefinido.

- En quinto lugar: mantengo con toda certeza y profeso sinceramente que la fe no es un sentido religioso ciego que surge de las profundidades del subconsciente, bajo el impulso del corazón y el movimiento de la voluntad moralmente informada, sino que un verdadero asentimiento de la inteligencia a la verdad adquirida extrínsecamente, asentimiento por el cual creemos verdadero, a causa de la autoridad de Dios cuya veracidad es absoluta, todo lo que ha sido dicho, atestiguado y revelado por el Dios personal, nuestro creador y nuestro Señor.  Más aún, con la debida reverencia, me someto y adhiero con todo mi corazón a las condenaciones, declaraciones y todas las prescripciones contenidas en la encíclica Pascendi y en el decreto Lamentabili sane exitu, especialmente aquellas concernientes a lo que se conoce como la historia de los dogmas.

- Rechazo asimismo el error de aquellos que dicen que la fe sostenida por la Iglesia contradice a la historia, y que los dogmas católicos, en el sentido en que ahora se entienden, son irreconciliables con una visión más realista de los orígenes de la religión cristiana.

- Condeno y rechazo la opinión de aquellos que dicen que un cristiano bien educado asume una doble personalidad, la de un creyente y al mismo tiempo la de un historiador, como si fuera permisible para una historiador sostener cosas que contradigan la fe del creyente, o establecer premisas las cuales, provisto que no haya una negación directa de los dogmas, llevarían a la conclusión de que los dogmas son o bien falsos, o bien dudosos.

- Repruebo también el método de juzgar e interpretar la Sagrada Escritura que, apartándose de la tradición de la Iglesia, la analogía de la fe, y las normas de la Sede Apostólica, abraza los errores de los racionalistas y licenciosamiente y sin prudencia abrazan la crítica textual como la única y suprema norma.

- Rechazo también la opinión de aquellos que sostienen que un profesor enseñando o escribiendo acerca de una materia histórico-teológica debiera primero poner a un costado cualquier opinión preconcebida acerca del origen sobrenatural de la tradición católica o acerca de la promesa divina de preservar por siempre toda la verdad revelada; y de que deberían interpretar los escritos de cada uno de los Padres solamente por medio de principios científicos, excluyendo toda autoridad sagrada, y con la misma libertad de juicio que es común en la investigación de todos los documentos históricos ordinarios.

- Declaro estar completamente opuesto al error de los modernistas que sostienen que no hay nada divino en la sagrada tradición; o, lo que es mucho peor, decir que la hay, pero en un sentido panteísta, con el resultado de que no quedaría nada más que este simple hecho—uno a ser puesto a la par con los hechos ordinarios de la historia , a saber, el hecho de que un grupo de hombres por su propia labor, capacidad y talento han continuado durante las edades subsecuentes una escuela comenzada por Cristo y sus apóstoles.

- Prometo que he de sostener todos estos artículos fiel, entera y sinceramente, y que he de guardarlos inviolados, sin desviarme de ellos en la enseñanza o en ninguna otra manera de escrito o de palabra. Esto  prometo, esto juro, así me ayude Dios, y estos santos Evangelios [que toco con mi mano].